# 守望者 (韩国电影)
《守望者》（韓語：파수꾼），是一部2011年上映的韓國電影。尹成賢導演首部執導的劇情長片，也是他的畢業作品，編劇、導演、剪輯都是由他擔綱，僅花費5000萬韓幣製作。影片構思巧妙，敘事方式富有張力，被認為是近年少有的新人佳作。講述發生在高中校園的故事，通過一名父親對兒子死因的追查，揭示韓國現行教育制度對青少年的傷害。

## 劇情介紹
對兒子基泰疏於照顧的父親，因為兒子的死亡恍然醒悟，在罪惡感的驅使下，決心找出他死亡的真相。在基泰的抽屜中發現了一張他和同學東允、熙俊的照片，來到學校探訪後得知一個孩子已經轉學，而另一個也沒有來參加葬禮。後來父親找到熙俊，他的言辭間仿佛在迴避著什麼。

## 演員陣容
- 李帝勳 饰演 基泰
- 徐俊英 饰演 東允
- 朴正民 饰演 熙俊（Becky）
- 趙成夏 饰演 基泰的父親
- 李礎熙 饰演 世靜

## 外部連結
- NAVER上《守望者》的資料
- 韩国电影数据库（KMDb）上《守望者》的資料
- 豆瓣电影上《守望者》的資料 （简体中文）
- 互联网电影数据库（IMDb）上《守望者》的资料（英文）
- 爛番茄上《守望者》的資料（英文）
- 開眼電影網上《守望者》的資料（繁體中文）